# Panhard VCR
El VCR es un transporte blindado de personal construido en Francia por Panhard.
El VCR es un vehículo a ruedas 6×6 diseñado en los años 1970, en base al exitoso Panhard M3 con más de 1200 vehículos construidos. La producción del VCR comenzó en el año 1979.
La Armada Argentina recibió 24 VCRs 4x4 (con hidrojets en el lugar de las ruedas centrales), en los años 1980 en las versiones Transporte de Tropas, Comando, Antiaéreo y Taller y actualmente continúan en servicio, basados en la Base Naval Puerto Belgrano de la Armada Argentina, repotenciados en Argentina con motores MWM 4.07 TCA. Fueron utilizados por esa Fuerza en UNFICYP (Chipre) y MINUSTAH (Haití.)